# 吉田仁美のプリキュアラジオ キュアキュア♡プリティ
『ABCラジオ 吉田仁美のプリキュアラジオ キュアキュア♡プリティ』（よしだひとみのプリキュアラジオ キュアキュアプリティ、英：CURE CURE♥PRETTY）は、2014年4月6日から2015年3月29日まで朝日放送（ABCラジオ）にて制作・放送されたラジオ番組。

## 概要
朝日放送（ABCテレビ）・テレビ朝日系列で放送されているアニメ「プリキュアシリーズ」が放送開始10周年となったのを記念して開始するラジオ番組。プリキュアシリーズの制作局である朝日放送がラテ兼営局であるという強みを活かす形となる。「プリキュアシリーズ」を扱ったラジオ番組は2009年に『Yes!プリキュア5GoGo!』の連動番組として配信されたインターネットラジオ番組『CLUB ココ&ナッツ』以来となり、朝日放送を含めた地上波ラジオ局での放送としては初となる。また、朝日放送としては初めて自社で制作するアニラジ番組でもある。
番組のコンセプトとしては「これまでプリキュアシリーズを見ていた少女たちの“応援歌”となる」としており、主題歌やBGM、ボーカルアルバムなど、シリーズの世界観を体現してきた音楽や、出演した声優やこれまで主題歌を担当してきた歌手などをゲストとして招いてのトークなどを中心に据えて、この番組でしか聴けない話やよりアニメを楽しむための情報を伝えるとしている。この他リスナーからの質問やメッセージ、悩み相談などを募集し、ラジオならではのコミュニケーションも図っていくこととなっている。
パーソナリティは『スマイルプリキュア!』『ドキドキ!プリキュア』『ハピネスチャージプリキュア!』の3作品でエンディングテーマを担当してきた声優・歌手の吉田仁美が担当する。
番組本放送終了後は朝日放送の公式YouTubeチャンネルでも配信されており（最新1ヶ月分を配信）、聴取できない地域も聴くことができるようになっていた。
第23回の放送からメール・ハガキが採用されたリスナーはノベルティの「ともだちの証」がプレゼントされるようになった。

## コーナー
仁美のキュアハウス
ゲストコーナー。出演声優や主題歌歌手を招いてトークを繰り広げる。原則として1組につき2週間一括りとなっている。
プリキュアラジオ・演劇部
声優がゲストに来た際に行われる、ミニドラマコーナー。吉田とゲストが寸劇を演じる。
夜のキュアライブハウス
歌手がゲストに来た際に行われる、楽曲歌唱コーナー。ゲストや楽曲によっては吉田も加わる形で生で歌を披露する。
プリキュア・お悩み道場
リスナーからの贈られてきた悩み相談にゲストが答えるコーナー。質問によってはゲストが声を担当した「プリキュアシリーズ」のキャラクターが飛び入りで回答する。
めーるんるん
リスナーからのお便りコーナー。ゲストコーナーの比重が多くなった関係で2014年11月以降コーナーとしては休止中。
キュアパブリー→キュアプローラの告知コーナー
謎の宣伝マン「キュアパブリー」とその妖精「ハチマキ」（第20回のみ登場）による、翌日朝放送の『ハピネスチャージプリキュア!』の見所を紹介するコーナー。吉田は一時期パブリーのことを"ニセラブリー"と呼んでいた。
第44回をもってパブリーは引退し、第45回からは「キュアプローラ」が登場、翌日朝放送の『Go!プリンセスプリキュア』の見所を紹介している。
最終回で朝日放送宣伝担当の多田香奈子が担当していたことが明らかにされた。

## ゲスト
| 放送回 | 放送日         | ゲスト |
| ------ | -------------- | --- |
| 第1回  | 2014年4月6日   | 中島愛（『ハピネスチャージプリキュア!』愛乃めぐみ/キュアラブリー役） 潘めぐみ（同 白雪ひめ/キュアプリンセス役）       |
| 第2回  | 2014年4月13日  | 中島愛（『ハピネスチャージプリキュア!』愛乃めぐみ/キュアラブリー役） 潘めぐみ（同 白雪ひめ/キュアプリンセス役）       |
| 第3回  | 2014年4月20日  | 仲谷明香（『ハピネスチャージプリキュア!』OP主題歌歌手）                                                               |
| 第4回  | 2014年4月27日  | 仲谷明香（『ハピネスチャージプリキュア!』OP主題歌歌手）                                                               |
| 第5回  | 2014年5月4日   | 生天目仁美（『ドキドキ!プリキュア』相田マナ/キュアハート役）                                                          |
| 第6回  | 2014年5月11日  | 生天目仁美（『ドキドキ!プリキュア』相田マナ/キュアハート役）                                                          |
| 第7回  | 2014年5月18日  | 池田彩（『プリキュアシリーズ』各種楽曲歌手）                                                                          |
| 第8回  | 2014年5月25日  | 池田彩（『プリキュアシリーズ』各種楽曲歌手）                                                                          |
| 第9回  | 2014年6月1日   | 樹元オリエ（『ふたりはプリキュア Splash Star』日向咲/キュアブルーム役）                                               |
| 第10回 | 2014年6月8日   | 樹元オリエ、榎本温子（『ふたりはプリキュア Splash Star』美翔舞/キュアイーグレット役）                                 |
| 第11回 | 2014年6月15日  | 榎本温子 |
| 第12回 | 2014年6月22日  | 工藤真由（『プリキュアシリーズ』各種楽曲歌手、『スイートプリキュア♪』フェアリートーン役）                             |
| 第13回 | 2014年6月29日  | 工藤真由（『プリキュアシリーズ』各種楽曲歌手、『スイートプリキュア♪』フェアリートーン役）                             |
| 第14回 | 2014年7月6日   | 北川里奈（『ハピネスチャージプリキュア!』大森ゆうこ/キュアハニー役） 戸松遥（同 氷川いおな/キュアフォーチュン役）     |
| 第15回 | 2014年7月13日  | 北川里奈（『ハピネスチャージプリキュア!』大森ゆうこ/キュアハニー役） 戸松遥（同 氷川いおな/キュアフォーチュン役）     |
| 第16回 | 2014年7月20日  | うちやえゆか（『ふたりはプリキュア Splash Star』OP主題歌歌手）                                                        |
| 第17回 | 2014年7月27日  | うちやえゆか（『ふたりはプリキュア Splash Star』OP主題歌歌手）                                                        |
| 第18回 | 2014年8月3日   | 福圓美里（『スマイルプリキュア!』星空みゆき/キュアハッピー役）                                                        |
| 第19回 | 2014年8月10日  | 福圓美里（『スマイルプリキュア!』星空みゆき/キュアハッピー役）                                                        |
| 第20回 | 2014年8月17日  | なし（キュアパブリーも乱入!?プリキュア・リクエスト合戦・夏の陣）                                                      |
| 第21回 | 2014年8月24日  | 黒沢ともよ（『ドキドキ!プリキュア』OP主題歌歌手）                                                                     |
| 第22回 | 2014年8月31日  | 黒沢ともよ（『ドキドキ!プリキュア』OP主題歌歌手）                                                                     |
| 第23回 | 2014年9月7日   | 沖佳苗（『フレッシュプリキュア!』桃園ラブ/キュアピーチ役）                                                            |
| 第24回 | 2014年9月14日  | 沖佳苗（『フレッシュプリキュア!』桃園ラブ/キュアピーチ役）                                                            |
| 第25回 | 2014年9月21日  | 林ももこ（『フレッシュプリキュア!』ED主題歌歌手）                                                                     |
| 第26回 | 2014年9月28日  | 林ももこ（『フレッシュプリキュア!』ED主題歌歌手）                                                                     |
| 第27回 | 2014年10月5日  | 松井菜桜子（『ハピネスチャージプリキュア!』リボン役） 小堀幸（同 ぐらさん役）                                         |
| 第28回 | 2014年10月12日 | 松井菜桜子（『ハピネスチャージプリキュア!』リボン役） 小堀幸（同 ぐらさん役）                                         |
| 第29回 | 2014年10月19日 | 山本匠馬（『ハピネスチャージプリキュア!』ブルー役） 増元拓也（同 サイアーク役）                                       |
| 第30回 | 2014年10月26日 | 山本匠馬（『ハピネスチャージプリキュア!』ブルー役） 増元拓也（同 サイアーク役）                                       |
| 第31回 | 2014年11月2日  | 茂家瑞季（『フレッシュプリキュア!』OP主題歌歌手）                                                                     |
| 第32回 | 2014年11月9日  | 茂家瑞季（『フレッシュプリキュア!』OP主題歌歌手）                                                                     |
| 第33回 | 2014年11月16日 | 本名陽子（『ふたりはプリキュア』『ふたりはプリキュア Max Heart』美墨なぎさ/キュアブラック役）                         |
| 第34回 | 2014年11月23日 | 本名陽子、ゆかな（『ふたりはプリキュア』『ふたりはプリキュア Max Heart』雪城ほのか/キュアホワイト役）                 |
| 第35回 | 2014年11月30日 | ゆかな |
| 第36回 | 2014年12月7日  | 國府田マリ子（『ハピネスチャージプリキュア!』クイーンミラージュ役） 金本涼輔（同 相楽誠司役）                         |
| 第37回 | 2014年12月14日 | 國府田マリ子（『ハピネスチャージプリキュア!』クイーンミラージュ役） 金本涼輔（同 相楽誠司役）                         |
| 第38回 | 2014年12月21日 | 三瓶由布子（『Yes!プリキュア5』『Yes!プリキュア5GoGo!』夢原のぞみ/キュアドリーム役）                                  |
| 第39回 | 2014年12月28日 | 三瓶由布子（『Yes!プリキュア5』『Yes!プリキュア5GoGo!』夢原のぞみ/キュアドリーム役）                                  |
| 第40回 | 2015年1月4日   | 五條真由美（『プリキュアシリーズ』各種楽曲歌手）                                                                      |
| 第41回 | 2015年1月11日  | 五條真由美（『プリキュアシリーズ』各種楽曲歌手）                                                                      |
| 第42回 | 2015年1月18日  | 礒部花凜（『Go!プリンセスプリキュア』OP主題歌歌手） 北川理恵（同 ED主題歌歌手）                                       |
| 第43回 | 2015年1月25日  | 礒部花凜（『Go!プリンセスプリキュア』OP主題歌歌手） 北川理恵（同 ED主題歌歌手）                                       |
| 第44回 | 2015年2月1日   | 小清水亜美（『スイートプリキュア♪』北条響/キュアメロディ役）                                                          |
| 第45回 | 2015年2月8日   | 小清水亜美（『スイートプリキュア♪』北条響/キュアメロディ役）                                                          |
| 第46回 | 2015年2月15日  | 嶋村侑（『Go!プリンセスプリキュア』春野はるか/キュアフローラ役）                                                      |
| 第47回 | 2015年2月22日  | 嶋村侑（『Go!プリンセスプリキュア』春野はるか/キュアフローラ役）                                                      |
| 第48回 | 2015年3月1日   | 浅野真澄（『Go!プリンセスプリキュア』海藤みなみ/キュアマーメイド役） 山村響（同 天ノ川きらら/キュアトゥインクル役）   |
| 第49回 | 2015年3月8日   | 浅野真澄（『Go!プリンセスプリキュア』海藤みなみ/キュアマーメイド役） 山村響（同 天ノ川きらら/キュアトゥインクル役）   |
| 第50回 | 2015年3月15日  | 中島愛 |
| 第51回 | 2015年3月22日  | 中島愛 |
| 第52回 | 2015年3月29日  | 宮本佳那子（『Yes!プリキュア5』『Yes!プリキュア5GoGo!』ED主題歌歌手、『ドキドキ!プリキュア』剣崎真琴/キュアソード役） |

## 曲リスト

### オープニングテーマ
「プリキュア･メモリ」（第1回 - 第19回）
作詞 - 只野菜摘 / 作曲 - 小杉保夫 / 編曲 - Dr.Usui / 歌 - 吉田仁美
『ハピネスチャージプリキュア!』前期エンディングテーマ
「パーティ ハズカム」（第20回 - 第43回）
作詞 - 只野菜摘 / 作曲 - ヒザシ / 編曲 - 古川貴浩 / 歌 - 吉田仁美
『ハピネスチャージプリキュア!』後期エンディングテーマ
「Miracle Go！プリンセスプリキュア」（第44回 - 第52回）
作詞 - 大森祥子 / 作曲 - 渡辺亮希 / 編曲 - 渡辺亮希・池田大介 / 歌 - 礒部花凜
『Go!プリンセスプリキュア』オープニングテーマ

### エンディングテーマ
エンディングテーマは月替りとなっている。
「「笑うが勝ち!」でGO!」（2014年4月）
作詞 - 青木久美子 / 作曲 - 高取ヒデアキ / 編曲 - 家原正樹 / 歌 - 五條真由美
『ふたりはプリキュア Splash Star』前期エンディングテーマ
「プリキュアDAYS☆」（2014年5月）
作詞 - 六ツ見純代 / 作曲 - 高取ヒデアキ / 編曲 - 丘ナオキ / 歌 - 吉田仁美
「明日のみんなへ」（2014年6月）
作詞・作曲・編曲 - 塚本けむ / 歌 - 池田彩＆吉田仁美
「Lovely night 〜キラ★キラ★Happy time〜」（2014年7月）
作詞 - Haruka / 作曲・編曲 - 今泉洋 / 歌 - 吉田仁美
「ガンバランスdeダンス〜希望のリレー〜」（2014年8月）
作詞 - 青木久美子 / 作曲 - 小杉保夫 / 編曲 - 籠島裕昌 / 歌 - キュア・カルテット（五條真由美、うちやえゆか、工藤真由、宮本佳那子）
『Yes!プリキュア5GoGo!』後期エンディングテーマ
「キラキラkawaii! プリキュア大集合♪」（2014年9月）
作詞 - 青木久美子 / 作曲 - 小杉保夫 / 編曲 - 大石憲一郎 / 歌 - 五條真由美 with キュア・デラックス（うちやえゆか、工藤真由、宮本佳那子、茂家瑞季、林桃子）
『映画 プリキュアオールスターズDX みんなともだちっ☆奇跡の全員大集合!』オープニングテーマ
「ハピネスグッディ↑↑」（2014年10月）
作詞 - 六ツ見純代 / 作曲 - 83 / 編曲 - 籠島裕昌 / 歌 - 仲谷明香
「見上げれば青い空」（2014年11月）
作詞 - 六ツ見純代 / 作・編曲 - 高木洋 / 歌 - 愛乃めぐみ（中島愛）・つむぎ（堀江由衣）
「ワンダー☆ウインター☆ヤッター!!」（2014年12月）
作詞 - 青木久美子 / 作曲 - 間瀬公司 / 編曲 - 佐藤直紀 / 歌 - 五條真由美
『ふたりはプリキュアMax Heart』後期エンディングテーマ
「幸せの合い言葉 〜Yes！ハピネスチャージ!〜」（2015年1月）
作詞 - Funta3/ 作・編曲 - Funta7 / 歌 - ハピネスチャージプリキュア!（中島愛、潘めぐみ、北川里奈、戸松遥）
「ドリーミング☆プリンセスプリキュア」（2015年2月）
作詞 - マイクスギヤマ / 作曲 - 山本清香 / 編曲 - 多田彰文 / 歌 - 北川理恵
『Go!プリンセスプリキュア』エンディングテーマ
「ゲッチュウ!らぶらぶぅ?!」（2015年3月）
作詞 - 青木久美子 / 作曲・編曲 - 佐藤直紀 / 歌 - 五條真由美
テレビアニメ『ふたりはプリキュア』エンディングテーマ
「旅立ちの朝に」（最終回）
作詞 - 青木久美子 / 作曲 - 小杉保夫 / 編曲 - 井上日徳 / 歌 - 五條真由美
テレビアニメ『ふたりはプリキュア　Max Heart』最終話挿入歌

### 放送中に流れた楽曲
次の表では、公式ページの「前回の放送で流れた曲は…」に記載された楽曲のうち、オープニングテーマおよびエンディングテーマを除いた曲をまとめる。太字は「夜のキュアライブハウス」にて生歌唱されたもの。
| 放送回 | 放送日         | 楽曲                                                                                     |
| ------ | -------------- | ---------------------------------------------------------------------------------------- |
| 第1回  | 2014年4月6日   | プリキュア〜永遠のともだち〜（2014Version）、DANZEN! ふたりはプリキュア                  |
| 第2回  | 2014年4月13日  | プリキュア・メモリ（NewStage3 Version）、Alright! ハートキャッチプリキュア!              |
| 第3回  | 2014年4月20日  | ハピネスチャージプリキュア!WOW!、プリキュア〜永遠のともだち〜（2013Version）             |
| 第4回  | 2014年4月27日  | ガンバランスdeダンス〜夢見る奇跡たち〜、プリキュアTyphooooon!                            |
| 第5回  | 2014年5月4日   | たからもの、この空の向こう                                                               |
| 第6回  | 2014年5月11日  | 一番星、プリキュア5、フル・スロットル GO GO!                                             |
| 第7回  | 2014年5月18日  | ワンダフル↑パワフル↑ミュージック!!、Heart Beatは止まらない!                              |
| 第8回  | 2014年5月25日  | Road、HEART GOES ON                                                                      |
| 第9回  | 2014年6月1日   | Pa!っとハレバレじゃん♪、とびっきり! 勇気の扉                                             |
| 第10回 | 2014年6月8日   | 7つの泉を奪還せよ!! 〜フィフスエレメントの逆襲〜、最高のスマイル                         |
| 第11回 | 2014年6月15日  | ガンバランスdeダンス〜咲&舞version〜、One For All                                        |
| 第12回 | 2014年6月22日  | 笑ったら最強!!、MOON〜月光〜ATTACK                                                       |
| 第13回 | 2014年6月29日  | Tomorrow Song 〜あしたのうた〜、Heart style                                              |
| 第14回 | 2014年7月6日   | しあわせごはん愛のうた                                                                   |
| 第15回 | 2014年7月13日  | Holy Lonely Justice、幸せの合い言葉 〜Yes！ハピネスチャージ!〜                           |
| 第16回 | 2014年7月20日  | 奇跡の雫、ドデカ・ラブ                                                                   |
| 第17回 | 2014年7月27日  | blessing、Beautiful World                                                                |
| 第18回 | 2014年8月3日   | イェイ!イェイ!イェイ!                                                                    |
| 第19回 | 2014年8月10日  | ハッピー☆ソング、パーティ ハズカム                                                       |
| 第20回 | 2014年8月17日  | ♯キボウレインボウ♯、プリキュア･メモリ                                                    |
| 第21回 | 2014年8月24日  | みんなともだち、ミライノキミヘ                                                           |
| 第22回 | 2014年8月31日  | フォルテ〜Jump up Girls!〜、I'm home                                                     |
| 第23回 | 2014年9月7日   | フレッシュプリキュア・サンチャイルド、スマイルエール                                     |
| 第24回 | 2014年9月14日  | ハッピーカムカム、Heavenly Blue                                                          |
| 第25回 | 2014年9月21日  | TAKE OFF!!、COCORO◆Diamond                                                               |
| 第26回 | 2014年9月28日  | Special Thanks、夏の流星群                                                               |
| 第27回 | 2014年10月6日  | プリキュア･メモリ                                                                        |
| 第28回 | 2014年10月13日 | 勇気が生まれる場所                                                                       |
| 第29回 | 2014年10月20日 | カレイドスコープは知っている                                                             |
| 第30回 | 2014年10月27日 | 幻影帝国の曲                                                                             |
| 第31回 | 2014年11月2日  | (^^)ハナマルスマイル(^^)、笑う 笑えば 笑おう♪                                            |
| 第32回 | 2014年11月9日  | ありがとうがいっぱい、GINZA LINE                                                         |
| 第33回 | 2014年11月16日 | ココロ ハ シッテ イル。、イノセントハーモニー                                            |
| 第34回 | 2014年11月23日 | なし                                                                                     |
| 第35回 | 2014年11月30日 | TSUBOMI、Sunset Braver                                                                   |
| 第36回 | 2014年12月7日  | イミテーションWORLD                                                                      |
| 第37回 | 2014年12月14日 | 友達という魔法                                                                           |
| 第38回 | 2014年12月21日 | オッケー・バトン                                                                         |
| 第39回 | 2014年12月28日 | 明日、花咲く。笑顔、咲く。                                                               |
| 第40回 | 2015年1月4日   | プリキュアテンション BING BING BANG BANG！、DANZEN！ふたりはプリキュア（Ver. Max Heart） |
| 第41回 | 2015年1月11日  | Rose in rose                                                                             |
| 第42回 | 2015年1月18日  | Miracle Go!プリンセスプリキュア、ふたりでアロ〜ハ!                                       |
| 第43回 | 2015年1月25日  | ドリーミング☆プリンセスプリキュア                                                        |
| 第44回 | 2015年2月1日   | Sm!le L!Nk                                                                               |
| 第45回 | 2015年2月8日   | Girls never give up life                                                                 |
| 第46回 | 2015年2月15日  | イマココカラ                                                                             |
| 第47回 | 2015年2月22日  | なし                                                                                     |
| 第48回 | 2015年3月1日   | なし                                                                                     |
| 第49回 | 2015年3月8日   | なし                                                                                     |
| 第50回 | 2015年3月15日  | 虹色ハピネス                                                                             |
| 第51回 | 2015年3月22日  | 勇気が生まれる場所                                                                       |
| 第52回 | 2015年3月29日  | こころをこめて、イェイ!イェイ!イェイ!                                                    |

## 番組イベント
- 2014年11月16日に万博記念公園で開催された「ABCラジオまつり2014」に番組として参加した。当日は番組ブースを設けてグッズの販売を行ったほか、『堀江政生のほりナビ!!』と合同でステージイベントも実施、吉田によるミニライブが行われ、キュアパブリーも舞台裏からのアナウンスのみで出演した。